# Роналд Парфітт
Роналд Парфітт (3 червня 1913 — 4 січня 2011) — британський лікар-радіолог та шпажист. Виступав на Олімпійських іграх 1948 та 1952 у фехтуванні шпагою в індивідуальному та командному заліку.

## Біографія
Народився в сім'ї стоматолога в Редінгу. Навчався в Лікарні Гая на стоматолога, але 1939 року здобув диплом з загальної медицини. Служив у медичній службі Королівських військ у Північній Африці та в Європі під час Другої світової війни.
З 1946 року працював у Ламбетській лікарні, зокрема співпрацював з Теодором Стефанідесом. Перемагав на чемпіонаті Великої Британії з фехтування шпагою у 1948 та 1950 роках, змагався на Олімпійських іграх 1948 та 1952 у складі команди Великої Британії. Уперше в Англії розробив електричний ящик для фехтування.
1949 року одружився з медсестрою Маргарет (пом. 2008). Вони мали 2 дочок та 5 онуків.